# Janine Theriault
Janine Theriault (1975) è un'attrice canadese.

## Biografia
Cresciuta a Yarmouth, in Nuova Scozia, si trasferì a Natick, in Massachusetts per frequentare la Walnut Hill School for the Performing Arts, dove si laureò in danza. Ebbe anche l'occasione di migliorare le sue doti canore.
Conosciuta per la partecipazione nel cast di A&E TV original series, Nero Wolfe (2001–2002), ma è apparsa anche in film e serie televisive come Stork Derby  (MOW, 2001) Owning Mahowny (lungometraggio, 2002) e diversi episodi di Monk. Ha anche interpretato il ruolo di Miss Manderly  in Felicity: An American Girl Adventure.
Ha recitato anche, (con Vincent D'Onofrio), nell'acclamato cortometraggio "Five Minutes, Mr. Welles" (2005).
Sul palco, Theriault ha ricevuto numerose recensioni positive per la sua interpretazione di Élisabeth Vigée Le Brun in Joel Gross, Marie Antoinette: The Color of Flesh, nella quale è apparsa nel  2008. Il critico Brandon K. Thorpe scrisse, "Theriault's [turmoil] belongs to a thinking woman. Even as she reflects this, she retains her grip on the quick-mindedness of the devoted social climber who rose from the mob to become best friends with a queen and who soon must find another place to alight. This is a lot to show on a face or in a voice, but she does it, and she never cracks for a second."
Nel 2001 dichiarò di sposarsi con il musicista canadese, di origini inglesi, John Southworth.
Nel 2010, Theriault apparve come "Nadia" nella première Canadese della dark-comedy teatrale Lenin's Embalmers, (basata sull'opera dello scrittore canadese Vern Theissen), sia a Winnipeg sia a Toronto.
Lei e suo marito sono attualmente residenti a Montréal

## Filmografia parziale

### Cinema
- Hemoglobin - Creature dell'inferno (Bleeders), regia di Peter Svatek (1997)
- Affliction, regia di Paul Schrader (1997)
- 2 secondes, regia di Manon Briand (1998)
- The Eye - Lo sguardo (Eye of the Beholder), regia di Stephan Elliott (1999)
- Per amore... dei soldi (Where the Money Is), regia di Marek Kanievska (2000)
- Stardom, regia di Denys Arcand (2000)
- Cause of Death, regia di Marc S. Grenier (2001)
- Il tunnel (Tunnel), regia di Daniel Baldwin (2002)
- La doppia vita di Mahowny (Owning Mahowny), regia di Richard Kwietniowski (2003)

### Televisione
- Il protocollo Windsor (Windsor Protocol), regia di George Mihalka (1997)
- Murder Most Likely, regia di Alex Chapple (1999)
- The Great Gatsby, regia di Robert Markowitz (2000)
- The Stork Derby, regia di Mario Azzopardi (2002)
- We Were the Mulvaneys, regia di Peter Werner (2002)
- Conviction, regia di Kevin Rodney Sullivan (2002)
- The Music Man, regia di Jeff Bleckner (2003)

### Serie TV
- My Hometown – serie TV, episodi 2x4 (1996)
- The Hunger – serie TV, episodi 1x13 (1997)
- Cher Olivier – serie TV, episodi 1x1 (1997)
- More Tears (1998)
- F/X (F/X: The Series) – serie TV, episodi 2x17 (1998)
- More Tales of the City – serie TV, episodi 1x1-1x2 (1998)
- Un lupo mannaro americano a scuola (Big Wolf on Campus) – serie TV, episodi 1x18 (1999)
- Foolish Heart – serie TV, episodi 1x5 (1999)
- The Associates – serie TV, episodi 1x6 (2001)
- Further Tales of the City – serie TV, episodi 1x1-1x2-1x3 (2001)
- A Nero Wolfe Mystery – serie TV, 5 episodi (2001-2002)
- Detective Monk (Monk) – serie TV, episodi 1x11 (2002)

## Doppiatrici italiane
Nelle versioni in italiano delle opere in cui ha recitato, Janine Thieriault è stata doppiata da:
- Antonella Baldini in Detective Monk
- Perla Liberatori ne Le avventure di Felicity
- Selvaggia Quattrini in Private Eyes